# هزارپا
هزارپاها (به انگلیسی: Milipeds) گروهی از بندپایان از رده هزارپائیان (نام علمی: Diplopoda) هستند که دارای دو جفت پا در هر بخش از بدن (به جز ناحیه سر) است. بیشتر هزارپاها دارای بدنی دراز و استوانه‌ای یا پهن هستند ولی انواعی از آن‌ها شکل‌های گوناگون دیگری دارند و برخی نیز می‌توانند به‌دور خود بپیچند و بدن خود را مانند توپ، گرد کنند. این جانوران دارای بدنی بندبند بوده و در هر بند، دارای دو جفت پا هستند. تعداد بندها در گونه‌های مختلف هزارپا، متفاوت و معمولاً بیش از ۲۰ بند است. یک گونه از هزارپاها با نام اویمیلیپس پرسفون (نام علمی: Eumillipes persephone) می‌تواند تا بیش از ۱٬۳۰۰ پا داشته باشد اما با این وجود، تعداد پا در اکثر هزارپاها، بسیار کمتر از هزار عدد است.
هزارپاها عموماً آهسته حرکت می‌کنند و بیشتر آن‌ها پوده‌خوار بوده و از بقایای گیاهی و برگ‌های در حال پوسیدگی تغذیه می‌کنند. برخی دیگر از آن‌ها از قارچ‌ها و شیره گیاهان تغذیه می‌کنند و تعداد بسیار کمی نیز شکارگر و گوشت‌خوار هستند. این جانداران، در اکثر موارد برای انسان بی‌ضرر هستند اما برخی نیز آفت گیاهی بوده و به‌ویژه در گلخانه‌ها می‌توانند خسارت زیادی به بار بیاورند.
هزارپاها از کهن‌ترین جانوران خشکی‌زی هستند و در دورهٔ سیلورین، در خشکی‌ها پدیدار شده‌اند. برخی هزارپاهای منقرض‌شده مربوط به دورهٔ پیشاتاریخ، تا بیش از ۲ متر درازا داشته‌اند اما بزرگ‌ترین گونهٔ کنونی، هزارپای غول‌پیکر آفریقایی است که ۲۷ تا ۳۸ سانتی‌متر طول دارد.
هزارپاها تقریباً در اکثر نواحی اعم از خانه‌ها، باغ‌ها، پارک‌ها یا حتی در برج‌های مسکونی و خانه‌های قدیمی یافت می‌شوند. این بندپایان به واسطهٔ وجود پاهای متعدد و بدنی کشیده مورد توجه اغلب افراد قرار می‌گیرد و بسیاری نیز از این بندپا تنفر یا وحشت دارند.

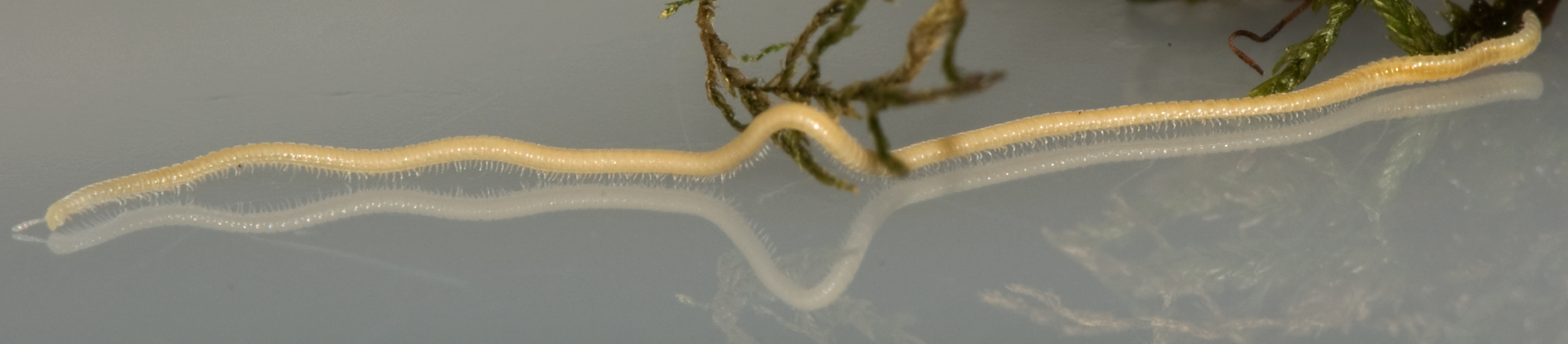
یک هزارپای ماده از گونهٔ "Illacme plenipes" با ۶۱۸ پا (۳۰۹ جفت)

## آرایه‌شناسی
تاکنون حدود ۱۲٬۰۰۰ گونه از این بندپایان شناسایی و توصیف شده‌اند اما بر اساس برآوردها در حال حاضر، ۱۵ تا ۸۰ هزار گونه هزارپا بر روی زمین، زیست می‌کنند. گونه‌های شناسایی‌شدهٔ هزارپا، در ۲ زیررده و ۱۶ راسته، طبقه‌بندی شده‌اند.

## ویژگی‌ها

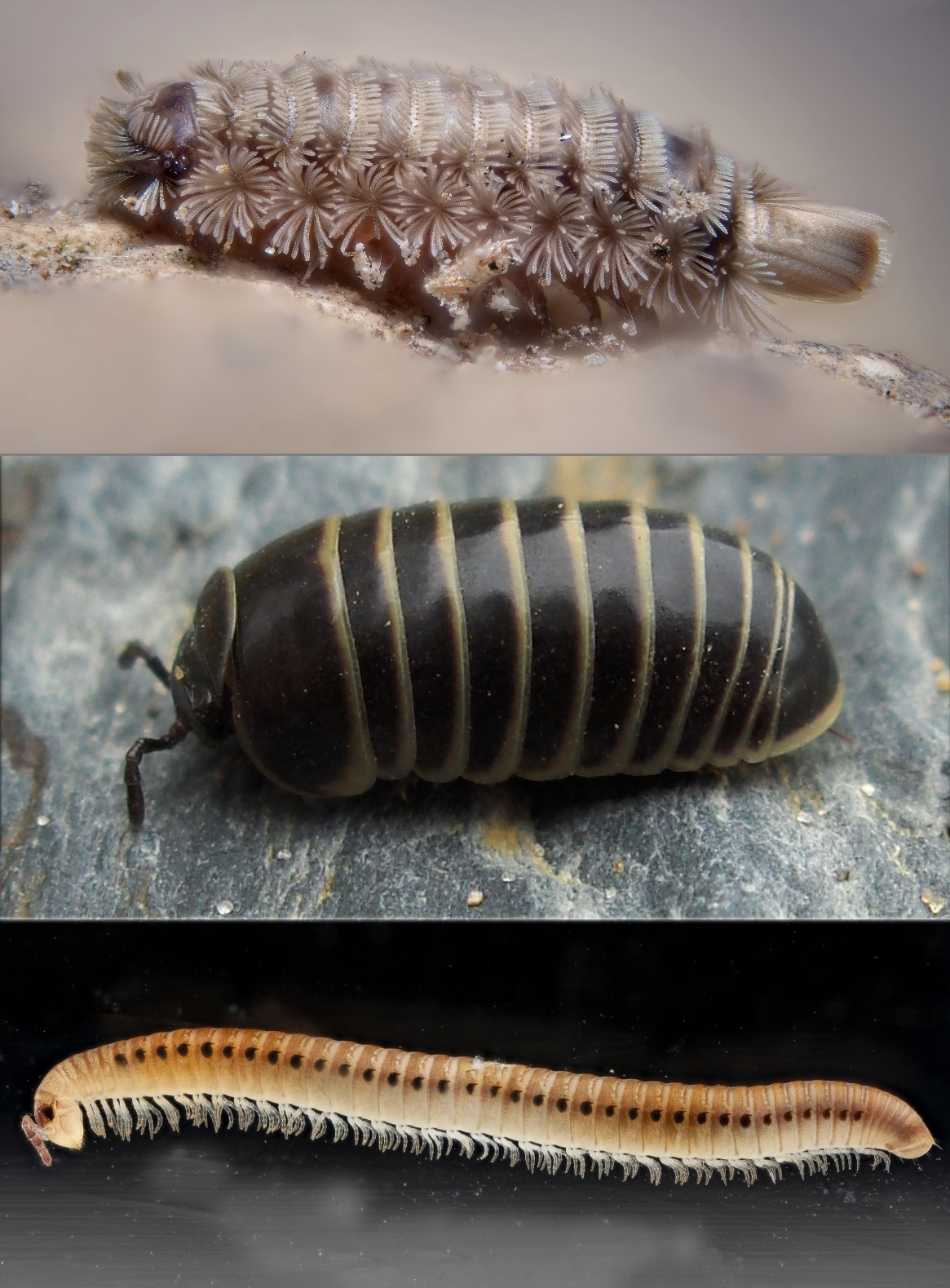
تفاوت‌های ظاهری در سه گونه هزارپا

وجود بدنی کشیده و پاهای متعدد از ویژگی‌های مشخص است که هزارپاها از دیگر بندپایان متمایز می‌شوند. این بندپایان یک جفت شاخک یا آنتن و چشمانی ساده دارند. هزارپاها تنوع زیادی در ویژگی‌ها، ظاهر و اندازه خود دارند. کوچک‌ترین گونهٔ آن‌ها، ۲ میلی‌متر و بزرگ‌ترین هزارپای شناسایی‌شده، تا ۳۵ سانتی‌متر طول دارد. تعداد بندهای بدن آن‌ها از ۱۱ تا بیش از ۳۰۰ بند است. رنگ آن‌ها عموماً سیاه و قهوه‌ای و تیره است اما برخی نیز رنگ روشن هستند و برای اعلام هشدار به جانوران شکارچی، دارای رنگ هشدار هستند. گونه‌هایی از سردهٔ Motyxia دارای سیانور در بافت‌های بدنی خود بوده و زیست‌تابی دارند. گونه‌هایی نیز در علفزارها، نواحی مسکونی، باغ‌ها، خانه‌های متروکه و نواحی بیابانی خشک زندگی می‌کنند.

## پراکندگی و زیستگاه
هزارپاها جانورانی خشکی‌زی هستند و در تمامی قاره‌ها به جز جنوبگان، یافت می‌شوند. آن‌ها از مدار شمالگان و شمال نروژ، روسیه و ایسلند تا جنوب و در استان سانتا کروس، آرژانتین پراکندگی دارند. این بندپایان، در مناطق معتدل، بستر جنگل‌ها و مناطق بارانی و مرطوب، فراوانی و تنوع بیشتری دارند و گاهی در این مناطق، تراکم آن‌ها به بیش از هزار عدد در هر متر مربع می‌رسد. گونه‌هایی نیز در علفزارها، نواحی مسکونی، باغ‌ها، خانه‌های متروکه، غارها و نواحی بیابانی خشک زندگی می‌کنند.
بعضی گونه‌های هزارپا، می‌توانند در زیر آب شیرین، تا ۱۱ ماه زندگی کنند. گونه‌های اندکی نیز در نزدیکی آب‌های شور و دریاها یافت شده‌اند که تا حدودی می‌توانند محیط‌های نمکی را تحمل کنند.

## رفتارشناسی
هزارپاها جانورانی شب‌فعال هستند و به‌طور مخفیانه زندگی می‌کنند و به همین جهت اسرار زندگی آن‌ها هنوز به‌طور کامل ناشناخته است و بسیاری از گونه‌ها نیز هنوز کشف نشده‌اند. هزارپاها دارای زندگی پنهان هستند که روزها درون خاک، زیر برگ‌های افتاده، لابلای درز و شکاف دیوارها، زیر سنگ‌ها و غیره مخفی می‌شوند و تنها هنگام شب یا پس از باران‌های شدید به مدت کوتاهی به صورت مخفیانه ظاهر می‌گردند. آن‌ها از مکان‌های خشک و در معرض تابش مستقیم نور خورشید یا روشنایی اجتناب می‌کنند.

## تغذیه
بیشتر هزارپاها پوده‌خوار بوده و از بقایای گیاهی مدفوع، مواد آلی و برگ‌های در حال پوسیدگی تغذیه می‌کنند و در فرایند تجزیه زیستی، نقش مهمی ایفا می‌کنند. برخی دیگر از آن‌ها از قارچ‌ها و شیره گیاهان تغذیه می‌کنند و تعداد بسیار کمی نیز شکارگر و گوشت‌خوار هستند. در اکثر موارد برای انسان بی‌ضرر هستند اما برخی نیز از گیاهان زنده تغذیه می‌کنند و آفت گیاهی بوده و به‌ویژه در گلخانه‌ها می‌توانند خسارت زیادی به بار بیاورند. هزارپاهای راستهٔ زیستی "Polyxenida"، از خزه‌های روییده در سطح چوب و درختان و هزارپاهای "Platydesmida" از قارچ‌ها تغذیه می‌کنند. گونه‌های اندکی از هزارپاها، همه‌چیزخوار و چند گونه نیز گوشت‌خوار هستند و گاهی از کرم‌های خاکی، حشرات و حلزون‌ها تغذیه می‌کنند.

## هزارپاها و انسان

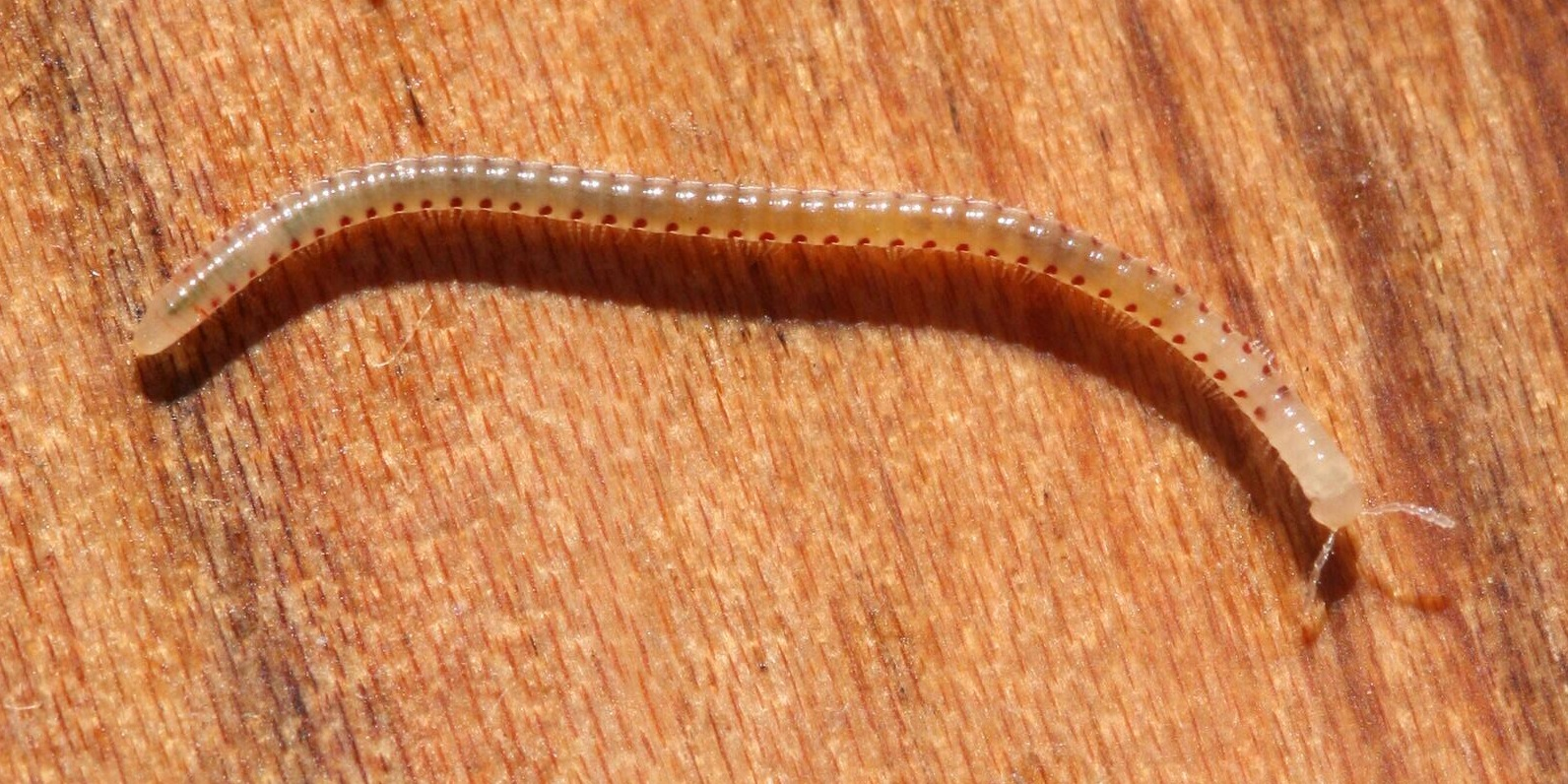
هزارپای ماری خال‌دار، آفت گیاه چغندرقند

با وجود این‌که برخی از گونه‌ها، آفت گیاهی هستند اما هزارپاها به‌طور کلی و در مقایسه با حشرات، تأثیر قابل‌توجهی بر جوامع بشری ندارند. آن‌ها بر خلاف صدپاها، گاز نمی‌گیرند و نیش سمی ندارند، اما برخی از آن‌ها دارای ترشحاتی سمی هستند که خطر چندانی برای انسان ایجاد نمی‌کند. ترشحات بدن برخی از هزارپاهای بومی مناطق حاره‌ای در صورت برخورد با پوست انسان، می‌تواند باعث ایجاد مشکلات پوستی از جمله درد، خارش، سوزش، اریتمای موضعی، ورم، تاول، اگزما یا ایجاد ترک‌های پوستی شود. تماس این ترشحات با چشم انسان، می‌تواند موجب التهاب ملتحمه و التهاب قرنیه شود. گونه‌ای هزارپا با نام هزارپای ماری خال‌دار، از آفات مخرب مزارع چغندرقند و سایر محصولات ریشه‌ای است. بعضی از هزارپاهای بزرگ از راسته‌های Spirobolida, Spirostreptida و Sphaerotheriida، از جمله هزارپای غول‌پیکر آتشین، به‌عنوان حیوان خانگی محبوبیت داشته و توسط علاقه‌مندان، در منازل، نگهداری می‌شوند.

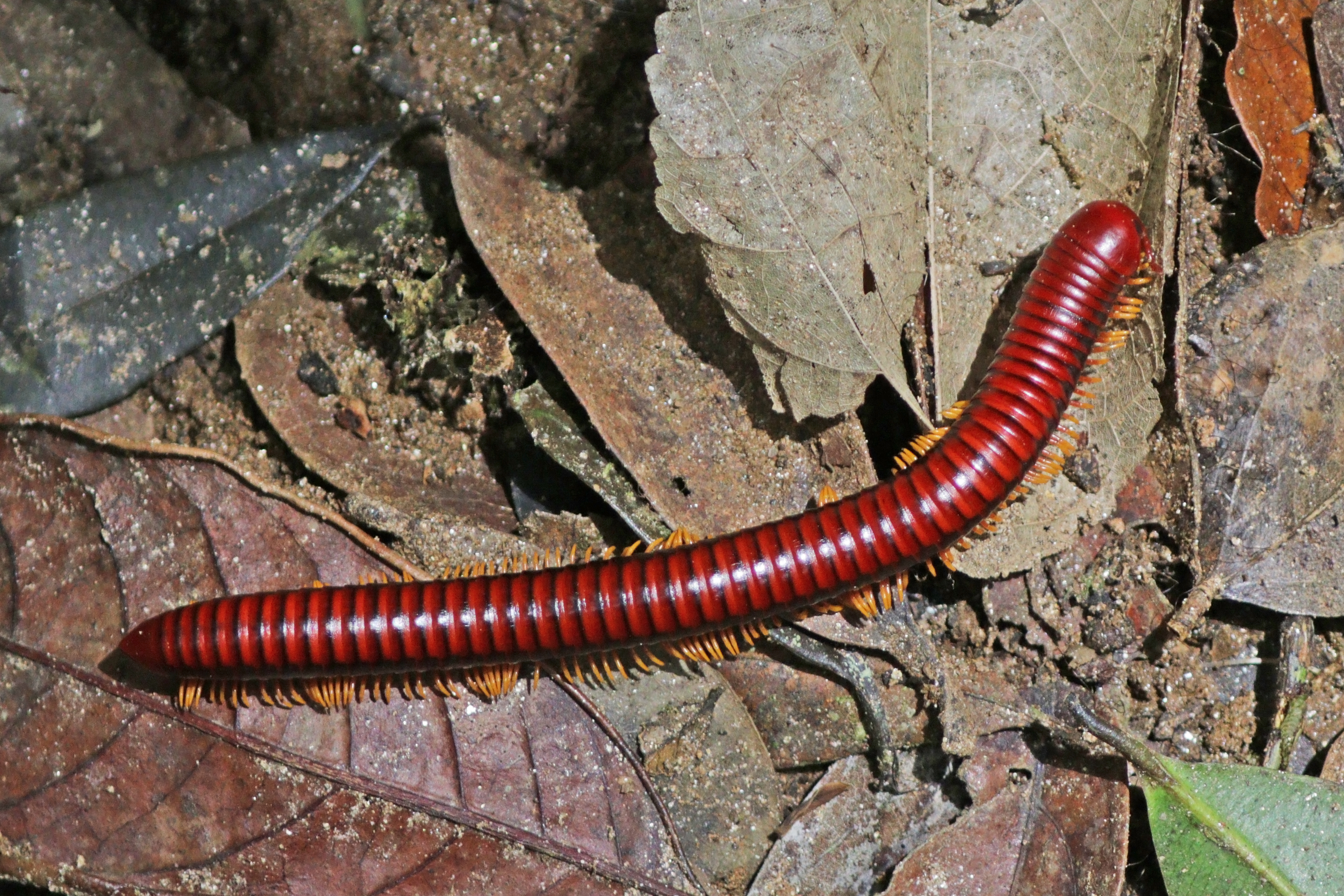
هزارپای غول‌پیکر آتشین (Aphistogoniulus corallipes), ماداگاسکار

## تفاوت هزارپا و صدپا
تشخیص هزارپاها از صدپاها همواره برای عموم، مورد سؤال بوده است. گونه‌های این دو رده، شباهت‌های ظاهری زیادی با هم داشته و دارای دو شاخک، تعداد زیادی پا، بدنی بندبند و کشیده و دراز هستند و همگی آن‌ها در زیرردهٔ هزارپایان، طبقه‌بندی شده‌اند؛ اما گونه‌های موجود در این دو رده، تفاوت‌های متعددی نیز دارند:
مسیر فرگشتی این دو گروه، در حدود ۴۵۰–۴۷۵ میلیون سال پیش، از یکدیگر جدا شد. هزارپاها دارای شاخک‌هایی خمیده و کوتاه بوده اما صدپاها دارای شاخک‌های بلندی هستند. صدپاها در جلوی دهان خود، دارای چنگک‌های انبرمانند برای گرفتن شکار خود، گاز گرفتن و تزریق زهر هستند اما هزارپاها فاقد چنین اندامی هستند. هزارپاها عموماً پوده‌خوار و گیاه‌خوار هستند اما صدپایان معمولاً گوشت‌خوار و شکارگر هستند.

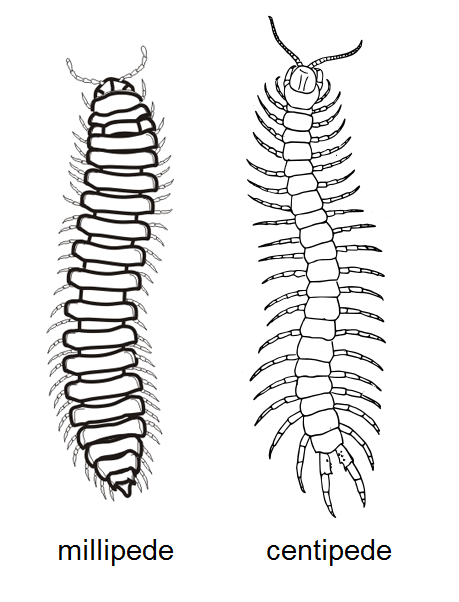
تصویری شماتیک از یک صدپا در سمت راست و یک هزارپا در طرف چپ

| ویژگی              | هزارپا                                                                             | صدپا                                                                                         |
| ------------------ | ---------------------------------------------------------------------------------- | -------------------------------------------------------------------------------------------- |
| پاها               | دو جفت پا در اکثر بندهای بدن که به قسمت زیرین بدن متصل هستند.                      | یک جفت پا در هر بند از بدن؛ اتصال پاها به طرفین بدن؛ آخرین جفت پاها به سمت عقب گسترش می‌یابد. |
| حرکت               | به‌طور کلی برای نقب‌زدن یا سکونت در شکاف‌های کوچک سازگار شده‌اند. سرعت حرکت کمی دارند. | به‌طور کلی برای دویدن سازگار شده‌اند، به استثنای صدپاهای خاکی نقب‌زن                            |
| تغذیه              | در درجهٔ اول پوده‌خوار، برخی گیاه‌خوار، تعداد کمی نیز گوشت‌خوار. بدون زهر              | در درجهٔ اول گوشت‌خوار و شکارگر با چنگک‌های تغییریافته به نیش‌های زهری                           |
| اسپیراکل           | در قسمت زیرین بدن                                                                  | در طرفین یا بالای بدن                                                                        |
| دهانه‌های تولید مثل | بخش سوم بدن                                                                        | آخرین بخش بدن                                                                                |
| رفتار باروری       | نر به‌طور کامل، اسپرماتوفور را با گونوپادها وارد بدن ماده می‌کند.                    | نر اسپرماتوفور تولید می‌کند که معمولاً توسط ماده برداشته می‌شود.                                |